# Tournoi féminin de hockey sur glace aux Jeux olympiques d'hiver de 1998
Navigation
Salt Lake City 2002
Le tournoi féminin de hockey sur glace aux Jeux olympiques de Nagano a lieu du 8 au 17 février 1998. C'est la première apparition du tournoi féminin.

## Qualifications
Le Japon est qualifié d'office comme pays hôte, tout comme les cinq premières nations du Championnat du monde 1997.
| Mode de sélection         | Dates                   | Lieux                   | Nombre de places | Qualifiés                              |
| ------------------------- | ----------------------- | ----------------------- | ---------------- | -------------------------------------- |
| Pays organisateur         | 15 juin 1991            | Birmingham, Royaume-Uni | 1                | Japon                                  |
| Championnat du monde 1997 | 31 mars au 6 avril 1997 | Canada                  | 5                | Canada États-Unis Finlande Chine Suède |
| Total                     |                         |                         | 6                |                                        |

## Tournoi olympique

### Tour préliminaire
Les 2 meilleures équipes sont qualifiés pour la finales. Les deux suivantes s'affrontent pour la médaille de bronze
| Clt   | Équipe     | PJ | V | D | N | BP | BC | Diff | Pts |
| ----- | ---------- | -- | - | - | - | -- | -- | ---- | --- |
| +001, | États-Unis | 5  | 5 | 0 | 0 | 33 | -  | 7    | 10  |
| +002, | Canada     | 5  | 4 | 1 | 0 | 28 | -  | 12   | 8   |
| +003, | Finlande   | 5  | 3 | 2 | 0 | 27 | -  | 10   | 6   |
| +004, | Chine      | 5  | 2 | 3 | 0 | 10 | -  | 15   | 4   |
| +005, | Suède      | 5  | 1 | 4 | 0 | 10 | -  | 21   | 2   |
| +006, | Japon      | 5  | 0 | 5 | 0 | 2  | -  | 45   | 0   |

- Qualifié pour la finale
- Qualifié pour la petite finale

| 8 février 1998 | Suède | 0-6 (0:2, 0:2, 0:2) | Finlande | Aqua Wing 2 208 spectateurs |

| Feuille de match | Feuille de match | Feuille de match | Feuille de match                                                                                                 | Feuille de match |
| ---------------- | ---------------- | ---------------- | --- | ---------------- |
|                  |                  |                  | P. Vaarakallio (8:35) J. Ikonen (15:17) T. Reima (22:35) R. Nieminen (34:07) S. Krooks (55:11) J. Ikonen (58:20) |                  |
|                  |                  |                  | |                  |
|                  |                  |                  | |                  |
|                  |                  |                  | |                  |

| 8 février 1998 | Canada | 13-0 (3:0, 6:0, 4:0) | Japon | Aqua Wing 4 597 spectateurs |

| Feuille de match | Feuille de match | Feuille de match | Feuille de match | Feuille de match |
| ---------------- | --- | ---------------- | ---------------- | ---------------- |
|                  | D. Goyette (5:46) G. Heaney (15:42) J. Diduck (17:05) D. Goyette (24:23) T. Brisson (28:12) C. Campbell (31:22) S. Wilson (35:43) B. Kellar (36:14) H. Wickenheiser (38:08) J. Diduck (53:52) F. St. Louis (55:26) D. Goyette (56:21) F. Smith (58:06) |                  |                  |                  |
|                  | |                  |                  |                  |
|                  | |                  |                  |                  |
|                  | |                  |                  |                  |

| 8 février 1998 | Chine | 0-5 (0:2, 0:1, 0:2) | États-Unis | Aqua Wing 3 255 spectateurs |

| Feuille de match | Feuille de match | Feuille de match | Feuille de match                                                                             | Feuille de match |
| ---------------- | ---------------- | ---------------- | -------------------------------------------------------------------------------------------- | ---------------- |
|                  |                  |                  | C. Granato (7:39) K. Bye (19:17) T. Mounsey (34:53) J. Schmidgall (51:05) C. Granato (56:20) |                  |
|                  |                  |                  |                                                                                              |                  |
|                  |                  |                  |                                                                                              |                  |
|                  |                  |                  |                                                                                              |                  |

| 9 février 1998 | Finlande | 11-1 (2:0, 3:0, 6:1) | Japon | Aqua Wing 4 972 spectateurs |

| Feuille de match | Feuille de match | Feuille de match | Feuille de match    | Feuille de match |
| ---------------- | --- | ---------------- | ------------------- | ---------------- |
|                  | S. Lankosaari (3:54) K. Riipi (18:45) T. Reima (27:22) K. Hänninen (33:29) K. Hänninen (38:23) K. Rantamäki (45:43) R. Nieminen (49:06) S. Krooks (49:52) K. Hänninen (50:42) K. Lehto (52:55) R. Nieminen (54:40) |                  | A. Hatanaka (48:28) |                  |
|                  | |                  |                     |                  |
|                  | |                  |                     |                  |
|                  | |                  |                     |                  |

| 9 février 1998 | États-Unis | 7-1 (1:1, 4:0, 2:0) | Suède | Aqua Wing 3 607 spectateurs |

| Feuille de match | Feuille de match                                                                                                  | Feuille de match | Feuille de match    | Feuille de match |
| ---------------- | --- | ---------------- | ------------------- | ---------------- |
|                  | L. Baker (16:27) K. Bye (32:39) K. King (34:26) S. Merz (36:20) K. Bye (38:39) G. Ulion (54:28) S. Looney (55:30) |                  | P. Morelius (10:02) |                  |
|                  | |                  |                     |                  |
|                  | |                  |                     |                  |
|                  | |                  |                     |                  |

| 9 février 1998 | Canada | 2-0 (0:0, 2:0, 0:0) | Chine | Aqua Wing 2 713 spectateurs |

| Feuille de match | Feuille de match                       | Feuille de match | Feuille de match | Feuille de match |
| ---------------- | -------------------------------------- | ---------------- | ---------------- | ---------------- |
|                  | D. Goyette (24:38) V. Sunohara (35:38) |                  |                  |                  |
|                  |                                        |                  |                  |                  |
|                  |                                        |                  |                  |                  |
|                  |                                        |                  |                  |                  |

| 11 février 1998 | Suède | 3-5 (0:2, 2:2, 1:1) | Canada | Aqua Wing 5 429 spectateurs |

| Feuille de match | Feuille de match                                       | Feuille de match | Feuille de match                                                                             | Feuille de match |
| ---------------- | ------------------------------------------------------ | ---------------- | -------------------------------------------------------------------------------------------- | ---------------- |
|                  | M. Rooth (28:38) P. Burholm (38:11) T. Månsson (42:11) |                  | D. Goyette (9:30) K. Nystrom (10:06) N. Drolet (26:23) T. Brisson (35:05) D. Goyette (40:34) |                  |
|                  |                                                        |                  |                                                                                              |                  |
|                  |                                                        |                  |                                                                                              |                  |
|                  |                                                        |                  |                                                                                              |                  |

| 11 février 1998 | Japon | 1-6 (0:0, 0:3, 1:3) | Chine | Aqua Wing 5 863 spectateurs |

| Feuille de match | Feuille de match | Feuille de match | Feuille de match                                                                              | Feuille de match |
| ---------------- | ---------------- | ---------------- | --------------------------------------------------------------------------------------------- | ---------------- |
|                  | M. Satō (42:25)  |                  | Yang X. (32:21) Guo W. (32:35) Zhang L. (33:45) Guo W. (46:31) Sang H. (52:24) Guo W. (55:19) |                  |
|                  |                  |                  |                                                                                               |                  |
|                  |                  |                  |                                                                                               |                  |
|                  |                  |                  |                                                                                               |                  |

| 11 février 1998 | États-Unis | 4-2 (1:1, 3:1, 0:0) | Finlande | Aqua Wing 3 688 spectateurs |

| Feuille de match | Feuille de match                                                        | Feuille de match | Feuille de match                        | Feuille de match |
| ---------------- | ----------------------------------------------------------------------- | ---------------- | --------------------------------------- | ---------------- |
|                  | V. Movsessian (2:48) K. Bye (21:22) T. Mounsey (26:49) G. Ulion (36:56) |                  | K. Hänninen (18:09) R. Nieminen (25:27) |                  |
|                  |                                                                         |                  |                                         |                  |
|                  |                                                                         |                  |                                         |                  |
|                  |                                                                         |                  |                                         |                  |

| 12 février 1998 | Chine | 3-1 (0:0, 0:1, 3:0) | Suède | Aqua Wing 3 670 spectateurs |

| Feuille de match | Feuille de match                                | Feuille de match | Feuille de match     | Feuille de match |
| ---------------- | ----------------------------------------------- | ---------------- | -------------------- | ---------------- |
|                  | Zhang L. (46:42) Liu H. (50:38) Yang X. (58:08) |                  | T. Sjölander (31:10) |                  |
|                  |                                                 |                  |                      |                  |
|                  |                                                 |                  |                      |                  |
|                  |                                                 |                  |                      |                  |

| 12 février 1998 | États-Unis | 10-0 (5:0, 2:0, 3:0) | Japon | Aqua Wing 5 015 spectateurs |

| Feuille de match | Feuille de match | Feuille de match | Feuille de match | Feuille de match |
| ---------------- | --- | ---------------- | ---------------- | ---------------- |
|                  | S. Looney (3:55) A. Mleczko (9:08) S. Whyte (13:32) S. Looney (14:14) A. Mleczko (14:36) K. King (29:18) K. King (39:34) L. Baker (45:37) K. Bye (51:46) K. King (53:03) |                  |                  |                  |
|                  | |                  |                  |                  |
|                  | |                  |                  |                  |
|                  | |                  |                  |                  |

| 12 février 1998 | Finlande | 2-4 (0:2, 1:2, 1:0) | Canada | Aqua Wing 3 133 spectateurs |

| Feuille de match | Feuille de match                            | Feuille de match | Feuille de match                                                           | Feuille de match |
| ---------------- | ------------------------------------------- | ---------------- | -------------------------------------------------------------------------- | ---------------- |
|                  | P. Vaarakallio (33:25) K. Rantamäki (53:32) |                  | T. Brisson (12:45) G. Heaney (16:50) T. Brisson (28:53) D. Goyette (36:26) |                  |
|                  |                                             |                  |                                                                            |                  |
|                  |                                             |                  |                                                                            |                  |
|                  |                                             |                  |                                                                            |                  |

| 14 février 1998 | Japon | 0-5 (0:2, 0:2, 0:1) | Suède | Aqua Wing 6 009 spectateurs |

| Feuille de match | Feuille de match | Feuille de match | Feuille de match                                                                              | Feuille de match |
| ---------------- | ---------------- | ---------------- | --------------------------------------------------------------------------------------------- | ---------------- |
|                  |                  |                  | G. Andersson (10:58) E. Holst (18:33) M. Gustafsson (25:34) M. Rooth (31:15) E. Holst (59:18) |                  |
|                  |                  |                  |                                                                                               |                  |
|                  |                  |                  |                                                                                               |                  |
|                  |                  |                  |                                                                                               |                  |

| 14 février 1998 | Finlande | 6-1 (2:0, 2:1, 2:0) | Chine | Aqua Wing 5 638 spectateurs |

| Feuille de match | Feuille de match                                                                                                  | Feuille de match | Feuille de match | Feuille de match |
| ---------------- | --- | ---------------- | ---------------- | ---------------- |
|                  | J. Ikonen (1:08) M. Lehtimäki (9:56) S. Fisk (24:37) R. Nieminen (27:57) M. Lehtimäki (44:20) R. Nieminen (57:09) |                  | Liu H. (24:50)   |                  |
|                  | |                  |                  |                  |
|                  | |                  |                  |                  |
|                  | |                  |                  |                  |

| 14 février 1998 | Canada | 4-7 (1:1, 0:0, 3:6) | États-Unis | Aqua Wing 5 872 spectateurs |

| Feuille de match | Feuille de match                                                         | Feuille de match | Feuille de match | Feuille de match |
| ---------------- | ------------------------------------------------------------------------ | ---------------- | --- | ---------------- |
|                  | L. Dupuis (3:01) L. Dupuis (41:24) J. Hefford (45:28) T. Brisson (45:53) |                  | C. Granato (19:20) L. Baker (47:05) C. Granato (50:57) J. Schmidgall (52:25) T. Dunn (52:48) L. Brown-Miller (57:06) L. Baker (58:58) |                  |
|                  |                                                                          |                  | |                  |
|                  |                                                                          |                  | |                  |
|                  |                                                                          |                  | |                  |

### Match pour la médaille de bronze
| 17 février 1998 | Finlande | 4-1 (0:1, 3:0, 1:0) | Chine | Big Hat 7 412 spectateurs |

| Feuille de match | Feuille de match                                                            | Feuille de match | Feuille de match | Feuille de match |
| ---------------- | --------------------------------------------------------------------------- | ---------------- | ---------------- | ---------------- |
|                  | S. Fisk (23:07) J. Ikonen (27:08) S. Lankosaari (30:15) R. Nieminen (59:52) |                  | Yang X. (9:27)   |                  |
|                  |                                                                             |                  |                  |                  |
|                  |                                                                             |                  |                  |                  |
|                  |                                                                             |                  |                  |                  |

### Finale
| 17 février 1998 | États-Unis | 3-1 (0:0, 1:0, 2:1) | Canada | Big Hat 8 626 spectateurs |

| Feuille de match | Feuille de match                                    | Feuille de match | Feuille de match   | Feuille de match |
| ---------------- | --------------------------------------------------- | ---------------- | ------------------ | ---------------- |
|                  | G. Ulion (22:38) S. Looney (50:57) S. Whyte (59:52) |                  | D. Goyette (55:59) |                  |
|                  |                                                     |                  |                    |                  |
|                  |                                                     |                  |                    |                  |
|                  |                                                     |                  |                    |                  |

## Récompenses individuelles

### Meilleures marqueuses
| Player              | GP | G | A | Pts | +/− | PIM | POS |
| ------------------- | -- | - | - | --- | --- | --- | --- |
| Riikka Nieminen     | 6  | 7 | 5 | 12  | +14 | 4   |     |
| Danielle Goyette    | 6  | 8 | 1 | 9   | +10 | 10  |     |
| Karyn Bye           | 6  | 5 | 3 | 8   | +4  | 4   |     |
| Katie King          | 6  | 4 | 4 | 8   | +10 | 2   |     |
| Cammi Granato       | 6  | 4 | 4 | 8   | +2  | 0   |     |
| Gretchen Ulion      | 6  | 3 | 5 | 8   | +3  | 4   |     |
| Thérèse Brisson     | 6  | 5 | 2 | 7   | +5  | 6   |     |
| Kirsi Hänninen      | 6  | 4 | 3 | 7   | +13 | 6   |     |
| Laurie Baker        | 6  | 4 | 3 | 7   | +10 | 6   |     |
| Hayley Wickenheiser | 6  | 1 | 6 | 7   | +7  | 4   |     |

## Classement final
| Place                               | Équipe     |
| ----------------------------------- | ---------- |
| Médaille d'or, Jeux olympiques      | États-Unis |
| Médaille d'argent, Jeux olympiques  | Canada     |
| Médaille de bronze, Jeux olympiques | Finlande   |
| 4                                   | Chine      |
| 5                                   | Suède      |
| 6                                   | Japon      |

## Composition des équipes

### Canada
- Attaquantes : Jennifer Botterill, Nancy Drolet, Lori Dupuis, Danielle Goyette, Jayna Hefford, Kathy McCormack, Karen Nystrom, Laura Schuler, France St-Louis, Vicky Sunohara, Hayley Wickenheiser, Stacey Wilson.
- Défenseurs : Thérèse Brisson, Cassie Campbell, Judy Diduck, Geraldine Heaney, Becky Kellar, Fiona Smith.
- Gardiennes : Lesley Reddon, Manon Rhéaume.
- Entraîneurs : Shannon Miller, Danièle Sauvageau, Ray Bennett.

### Chine
- Attaquantes : Hong Dang, Ying Diao, Lili Guo, Wei Guo, Hongmei Liu, Jinping Ma, Xiaojun Ma, Hong Sang, Lei Xu, Xiuqing Yang, Lan Zhang.
- Défenseurs : Ming Gong, Xuan Li, Yan Lu, Jing Chen, Jing Zhang, Wei Wang, Chunhua Liu.
- Gardiennes : Lina Huo, Hong Guo.
- Entraîneurs : Yao Naifeng, Zhang Zhinan.

### États-Unis
- Attaquantes : Lisa Brown-Miller, Karyn Bye, Laurie Baker, Sandra Whyte, Allison Mleczko, Jennifer Schmidgall, Shelley Looney, Alana Blahoski, Katie King, Cammi Granato, Gretchen Ulion, Tricia Dunn.
- Défenseurs : Tara Mounsey, Angela Ruggiero, Colleen Coyne, Sue Merz, Vicki Movsessian, Chris Bailey.
- Gardiennes : Sara Costa, Sarah Tueting.
- Entraîneurs : Ben Smith, Tom Mutch.

### Finlande
- Attaquantes :  Sari Fisk, Marianne Ihalainen, Sari Krooks, Sanna Lankosaari, Marika Lehtimäki, Riikka Nieminen, Karoliina Rantamäki, Tiia Reima, Katja Riipi, Maria Selin, Petra Vaarakallio.
- Défenseurs : Satu Huotari, Kirsi Hänninen, Johanna Ikonen, Emma Laaksonen, Katja Lehto, Marja-Helena Pälvilä, Päivi Salo.
- Gardiennes : Tuula Puputti, Liisa-Maria Sneck.
- Entraîneurs : Rauno Korpi, Jorma Kurjenmäki.

### Japon
- Attaquantes : Miharu Araki, Shiho Fujiwara, Mitsuko Igarashi, Akiko Naka, Yukari Ohno, Satomi Ono, Ayumi Sato, Masako Sato, Aki Sudo, Yuki Togawa, Aki Tsuchida.
- Défenseurs : Akiko Hatanaka, Yoko Kondo, Maiko Obikawa, Chie Sakuma, Rie Sato, Yuiko Satomi, Naho Yoshimi.
- Gardiennes : Yuka Oda, Haruka Watanabe.
- Entraîneur : Wally Kozak.

### Suède
- Attaquantes : Maria Rooth, Erika Holst, Kristina Bergstrand, Malin Gustafsson Lövånger, Lotta Almblad, Åsa Elfving, Tina Månsson, Joa Elfsberg, Anne Ferm Nacka, Ann-Loise Edstrand, Sussanne Ceder Shaker.
- Défenseurs : Linda Gustafsson, Pernilla Burholm, Gunilla Andersson, Therese Sjölander, Pia Morelius, Ylva Lindberg, Åsa Lidström.
- Gardiennes : Lotta Göthesson, Annika Åhlen.
- Entraîneurs : Bengt Ohlson, Christian Yngve.